# František Pojdl
František Pojdl (22. března 1928 Praha – 18. srpna 2015 Praha) byl český televizní režisér, který se věnoval zejména televiznímu ztvárnění sportu. V zahraničí byl znám jako velký odborník. Do posledních chvil svojí bohaté kariéry vyznával tzv. starou školu režie, kdy režisér řídí včetně přenosu i kamery. Po ukončení kariéry a návratu do Prahy působil často jako poradce pro Českou televizi, která často využívala jeho zkušeností.

## Kariéra
30. května 1965 zrealizoval přímý přenos z horolezeckého výstupu na vrchol Kapelníku v Hruboskalském skalním městě. V roce 1967 byl tento počin oceněn druhou cenou v kategorii přímá sportovní reportáž na filmovém festivalu v Cannes.
Díky svému úspěchu získal možnost tříměsíční stáže ve Švýcarsku. Krátce po jejím skončení došlo k srpnové okupaci, Pojdl pouze vyzvedl doma svou rodinu a spolu emigrovali do Švýcarska. I v nové zemi zůstal u své profese a režíroval např. přenosy z prestižních atletických závodů Weltklasse v Curychu nebo z hokejového Spengler Cupu. Postupně si vybudoval ke Švýcarsku velmi silný vztah, přesto se po roce 1990 zase vrátil do Československa.
I dál se věnoval nejvíc přímým přenosům z ledního hokeje, ale také třeba z Velké pardubické. V televizní režii postupně upřednostňoval jednoduchost.
Působil i jako porotce festivalu filmů se sportovní tematikou Sportfilm v Liberci.

### Osobní život
Byl ženatý a měl dva syny. K jeho velkým zálibám patřil sport hlavně fotbal a také miloval plzeňské pivo a saunu.